# Tango Trengtan
Tango Trengtan var ett kafé och en tangoskola, som fram till och med andra halvan av 2004 hade sina lokaler i Stångbys gamla stationshus. Tango Trengtan blev innan det lades ned särskilt känd för sina internationella sommarfestivaler, som årligen samlade ett hundratal europeiska tangodansare.